# 巨大マゼラン望遠鏡

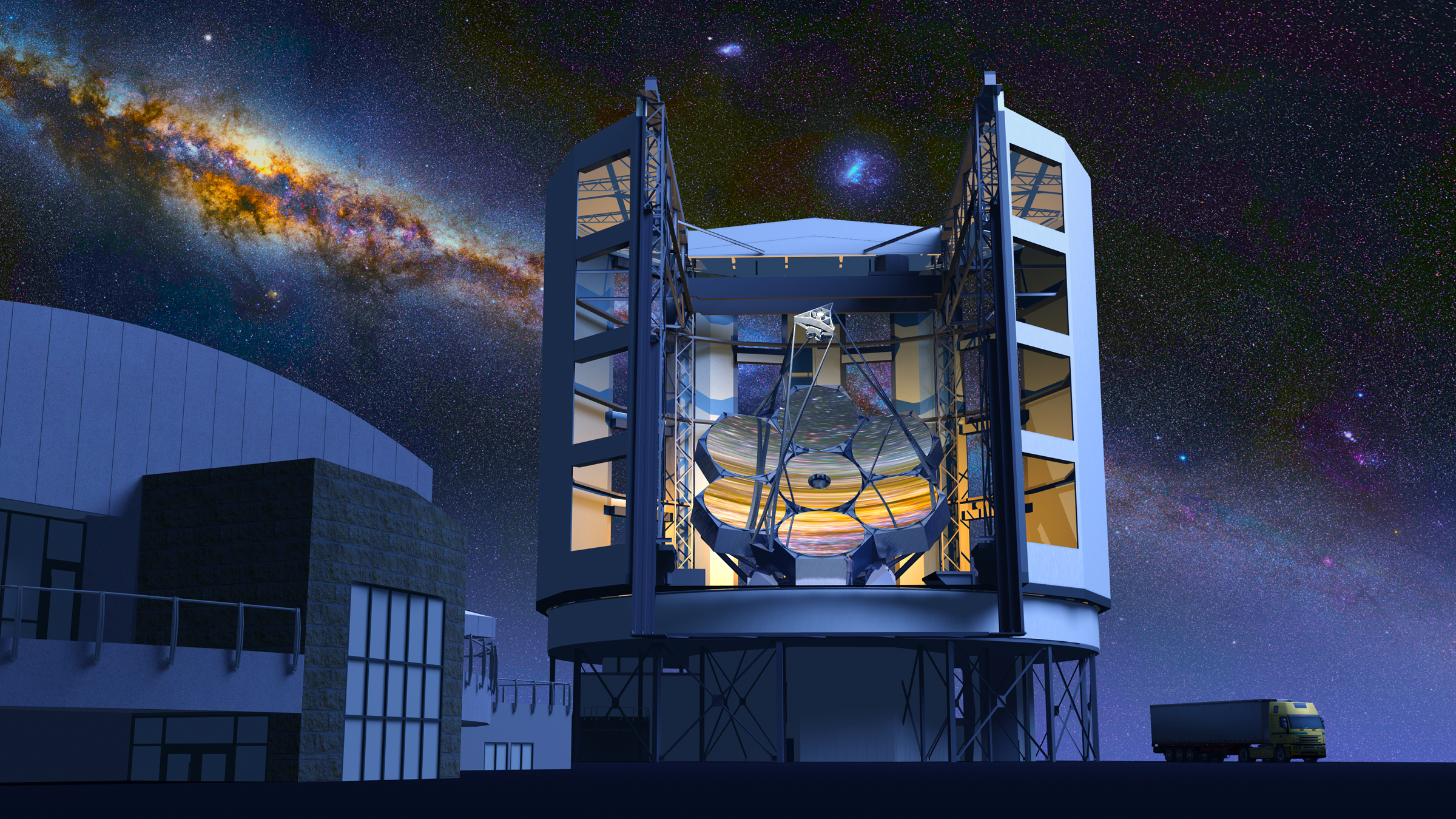
巨大マゼラン望遠鏡

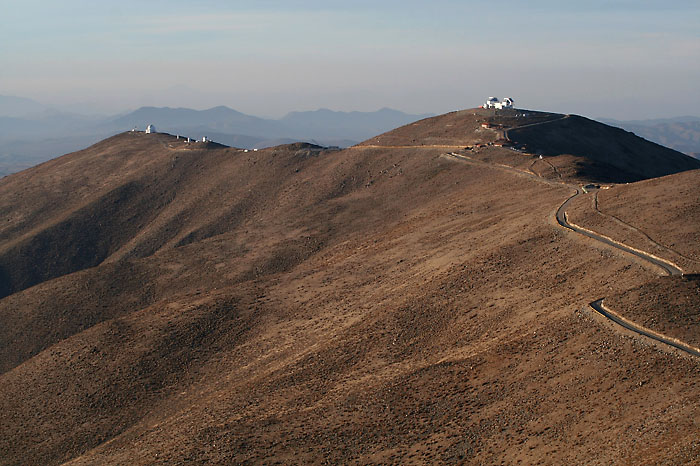
ラスカンパナス天文台

巨大マゼラン望遠鏡（きょだいマゼランぼうえんきょう、Giant Magellan Telescope、GMT）とは、ハッブル宇宙望遠鏡の後継機にあたるジェイムズ・ウェッブ宇宙望遠鏡との連携観測を主目的とした超大型地上望遠鏡である。

## 経緯
近年、ある天体を宇宙望遠鏡と地上望遠鏡との連携により観測するという天体観測の手法が主流となった。ジェイムズ・ウェッブ宇宙望遠鏡も例外ではなく、地上望遠鏡との連携観測が行われる。高性能な宇宙望遠鏡との連携にはその宇宙望遠鏡に見合った高性能な望遠鏡が必要である。そこで、高性能宇宙望遠鏡に見合った性能の超大型地上望遠鏡の開発計画が相次いで発足している。そのなかの一つ「GMT計画」は、2000年より観測を開始したマゼラン望遠鏡の次代を担う望遠鏡の開発計画である。

## 性能その他
主鏡は8.4メートルの円形の鏡を7枚組み合わせた合成鏡である。素材は低膨張ガラスのE6。合成有効口径は24.5メートル、開口面積は368m2となり、分解能はハッブル宇宙望遠鏡の10倍となる見込み。大気の揺らぎを打ち消す補償光学の役割は副鏡が担っている。観測波長は大気層により吸収されにくい近、中間赤外線であり、宇宙望遠鏡との連携などにより、ブラックホール、暗黒物質、原始惑星、初期の宇宙などを調査するのに使用されると考えられている。
2005年には主鏡のうちの1枚の製造が始まり、2007年にはチリ共和国のラスカンパナス天文台に建設されることが決定された。2018年8月に着工し、2029年に試験観測の予定である。

## パートナーシップ
巨大マゼラン望遠鏡プロジェクトは、以下の主要な大学や科学機関からなる国際共同事業体で構成されている。
- Astronomy Australia Limited
- オーストラリア国立大学
- カーネギー研究所
- ハーバード大学
- 韓国天文宇宙科学研究院
- スミソニアン学術協会
- テキサスA&M大学
- アリゾナ大学
- シカゴ大学
- テキサス大学オースティン校